# Грек Зорба (роман)
«Грек Зо́рба» (греч. «Βίος και Πολιτεία του Αλέξη Ζορμπά», «Жизнь и приключения Алексиса Зорба») — роман греческого автора Никоса Казандзакиса, впервые опубликованный в 1946 году. В 1952 году под названием Zorba The Greek книга была опубликована на английском языке в Великобритании, а годом позже в США.
В 1964 режиссёром Михалисом Какояннисом по роману снят одноимённый фильм, отмеченный тремя «Оскарами».
Путешествуя по Греции, в 1916 году Казандзакис на Афоне познакомился и подружился с рабочим Йоргисом Зорбасом (греч. Γιώργης Ζορμπάς). История его жизни поразила и увлекла писателя. Спустя 30 лет эта история легла в основу книги, в которой он изобразил своего друга под именем Алексиса Зорбаса.